# Thérèse Raquin
Pour les articles homonymes, voir Thérèse Raquin (homonymie).
Thérèse Raquin est le quatrième roman de l'écrivain français Émile Zola publié en 1867. Ce roman, qui présente déjà les caractéristiques du naturalisme développé plus tard dans le cycle des Rougon-Macquart, fera connaître l'écrivain au public parisien. L'auteur en tirera lui-même, en 1873, une pièce de théâtre intitulée Thérèse Raquin : drame en 4 actes.

## L'œuvre

### Résumé
Thérèse Raquin, née à Oran en Algérie, est l'enfant d'une union entre un capitaine de l'armée française, monsieur Degans, en Algérie et d'une mère née en Afrique du Nord, « une femme indigène d'une grande beauté »,. Sa mère meurt et à l'âge de deux ans, Thérèse est confiée à sa tante — Madame Raquin, la sœur de son père — pour qu'elle s'occupe d'elle. Madame Raquin a un fils, Camille, fragile et souvent malade. Les deux enfants vont grandir ensemble.
Lorsque Thérèse a 21 ans, elle épouse Camille. Ce mariage satisfait Madame Raquin, mais rapidement Camille en a assez de la campagne et veut aller s'installer à Paris, il rêve de travailler dans une grande administration. Madame Raquin se rend dans la capitale, trouve une boutique et un appartement à louer au passage du Pont-Neuf. Ils s'installent dans le logement et les femmes ouvrent une mercerie dans les locaux de la boutique. Camille, de son côté, trouve un travail dans l'administration de la  compagnie des chemins de fer d'Orléans.
Trois années de vie monotone pour Thérèse s'écoulent. Cependant, la visite chaque jeudi soir de quatre invités rythme ses semaines. Ce sont le vieux Michaud, un commissaire de police retraité et ami de Madame Raquin, son fils Olivier, aussi policier, sa femme Suzanne et Grivet, un employé des chemins de fer d'Orléans que Camille a connu au travail. Ces rencontres sont l'occasion de boire du thé et de jouer aux dominos. Thérèse déteste ces soirées.
Un jour Camille rencontre Laurent, employé aux chemins de fer parce qu'il n'a pas réussi à vivre de sa peinture. Les deux hommes se connaissaient lorsqu'ils étaient enfants mais ils s'étaient brouillés. Il l'invite à venir un jeudi soir. Pendant la soirée, Laurent propose à Camille de faire son portrait. Il accepte.
Pendant qu'il peint, Thérèse, fascinée, l'observe sans cesse. Sur le chemin du retour, Laurent décide de devenir l'amant de Thérèse et de l'embrasser dès la première occasion. Quelques jours plus tard, le portrait est terminé mais il est étrange car il représente plus un noyé qu'un être vivant, tellement les couleurs sont ternes. Cependant, Camille est satisfait. Dès que Laurent se trouve seul avec Thérèse, il l'embrasse. Elle résiste d'abord puis se laisse faire.
Les amants se rencontrent régulièrement pendant les huit mois suivants. Ils trouvent chacun des excuses pour pouvoir se retrouver : Laurent quitte son travail dans la journée et Thérèse dit à sa tante qu'elle doit prendre l'air parce qu'elle se sent mal. Ils se voient dans la chambre de Thérèse sous les yeux du chat François.
Au bout de ces huit mois, le patron de Laurent lui interdit de quitter son travail et pendant deux semaines les amants ne peuvent plus se retrouver. Cependant, Thérèse parvient à quitter le domicile familial un soir. Auprès de son amant, elle a l'idée de tuer Camille pour que leur amour puisse être pleinement vécu.
Un jeudi soir, quelques semaines plus tard, ils entendent Michaud qui raconte l'histoire d'un meurtre qui n'a jamais été puni.
Un mois passe. Laurent, Thérèse et Camille se promènent à Saint-Ouen. Avant de souper, Laurent a l'idée d'aller faire un tour en barque sur la Seine. Avant de monter à bord, il annonce à Thérèse qu'il va tuer Camille.
Arrivé au milieu du fleuve et à l'abri des regards, Laurent pousse Camille par-dessus bord mais celui-ci en se débattant a le temps de le mordre au cou avant de tomber à l'eau. Quand Laurent est certain que Camille est mort, il fait chavirer la barque et appelle à l'aide. Des canotiers viennent à son secours. Laurent leur dit qu'il s'agit d'un accident, tout le monde le croit.
Laurent se rend chez Michaud, Olivier et Suzanne pour leur raconter l'accident. Les canotiers ajoutent qu'ils ont vu la scène ce qui donne du poids au récit de Laurent. Madame Raquin est extrêmement choquée par la mort de son fils. Pour être sûr que Camille est bien mort, Laurent se rend quotidiennement à la morgue. Au bout de plus d'une semaine, le corps du défunt y est exposé, gonflé d'eau parce qu'il y est resté plusieurs jours.
Le jeune homme retourne aussi régulièrement à la boutique pour s'occuper des deux femmes. Les soirées du jeudi reprennent. Quinze mois passent. Laurent est de plus en plus anxieux car le spectre de Camille le hante, le privant de sommeil. Et puis sa morsure au cou ne disparaît pas. De son côté, Thérèse est également victime d'insomnies à cause du spectre de Camille.
Plus tard, Michaud a une idée : il décrète que Thérèse a besoin d'un mari et désigne Laurent comme étant l'homme idéal. Laurent fait semblant de se laisser convaincre par Michaud.
Lors de leur nuit de noces, Thérèse et Laurent ne peuvent pas dormir. Ils croient que le fantôme de Camille est dans leur chambre. Toutes les nuits, leurs craintes réapparaissent. Laurent croit même que le mort a pris possession du corps du chat. Ils ne peuvent se reposer car dès lors qu'ils s'allongent pour dormir, le corps de Camille s'interpose entre eux deux.
Quelques mois plus tard, Laurent décide de quitter son travail à l'administration pour se consacrer entièrement à la peinture. Mais à chaque fois qu'il fait un portrait, c'est celui de Camille qui apparaît. Il renonce à peindre.
Madame Raquin devient paralysée et muette. Un soir, alors qu'il fait une crise de nerfs, Laurent évoque les détails du meurtre devant la vieille femme. Celle-ci essaie de dire la vérité aux invités du jeudi mais ils ne la comprennent pas.
La vie de Thérèse et de Laurent devient un enfer : ils sont excédés, ils se disputent de plus en plus violemment. Laurent bat Thérèse ; en effet, cela soulage ses angoisses. Un jour, il tue le chat. Madame Raquin pleure l'animal presque autant qu'elle a pleuré son fils.
Après six mois de mariage, Thérèse et Laurent ne se supportent plus et décident simultanément de mettre fin aux jours de l'autre ; aucun des deux ne se doute de l'intention de son partenaire. Laurent vole du poison à un de ses amis et Thérèse cache un couteau sous sa jupe. Une fois les invités du jeudi partis, Laurent verse un verre d'eau sucrée empoisonné à Thérèse et celle-ci prend le couteau. Lorsqu'ils s'aperçoivent de ce qu'ils préparent, ils décident de se suicider en buvant chacun la moitié du verre.
Madame Raquin assiste au spectacle en savourant la scène de leur mort commune.

### Personnages principaux
- Thérèse Raquin, nièce de Madame Raquin, fille d'un capitaine français, Degans, et d'une mère africaine. Cousine puis femme de Camille, amante de Laurent et par la suite épouse de ce dernier.
- Camille Raquin, fils de madame Raquin, cousin puis mari de Thérèse, assassiné sur la Seine par le couple d'amants, Laurent et Thérèse. De tempérament maladif et chétif.
- Madame Raquin, mère de Camille, tante de Thérèse et plus tard, belle-mère par alliance de Laurent.
- Laurent, peintre, ami et meurtrier de Camille, amant puis mari de Thérèse.

### Personnages secondaires
- Grivet, ami et supérieur de Camille Raquin, vient jouer aux dominos tous les jeudis soir chez eux.
- Michaud, ancien policier, ami de Madame Raquin, père d'Olivier, vient jouer aux dominos tous les jeudis soir chez eux.
- Olivier, policier, fils de Michaud, vient jouer aux dominos tous les jeudis soir chez eux.
- Suzanne, épouse d'Olivier, amie de Thérèse Raquin vient jouer aux dominos tous les jeudis soir chez eux.
- Chat François, chat des Raquin, Thérèse et Laurent s'imaginent que l'esprit de Camille est entré dans ce chat, ce qui accentue la folie des deux tueurs.

## Publication
Émile Zola développe dans son roman la nouvelle qu'il avait publiée dans Le Figaro du 24 décembre 1866 sous le titre Dans Paris, un mariage d'amour.
La première publication a lieu dans L'Artiste en août, septembre et octobre 1867, sous le titre Un mariage d'amour.
La première édition en volume parait chez Albert Lacroix en novembre 1867 sous le titre définitif Thérèse Raquin. Zola s'en explique dans une fameuse lettre du 13 septembre 1867 adressée à son éditeur : « Quant au titre, il sera d'autant meilleur, selon moi, qu'il sera plus simple. L'œuvre s'intitule dans L'Artiste : Un Mariage d'amour, mais je compte changer cela et mettre Thérèse Raquin, le nom de l'héroïne. Je crois que le temps des titres abracadabrants est fini et que le public n'a plus aucune confiance dans les enseignes »

## Réception critique
Émile Zola est éreinté par la critique, notamment par Louis Ulbach (Ferragus) qui publie dans Le Figaro un violent article intitulé « La littérature putride ». D'autres critiques accusent l'écrivain de pornographie, ce dont il se justifie dans la préface de la seconde édition.

## Commentaires
« Dans Thérèse Raquin, j'ai voulu étudier des tempéraments et non des caractères. Là est le livre entier. J'ai choisi des personnages souverainement dominés par leurs nerfs et leur sang, dépourvus de libre arbitre, entraînés à chaque acte de leur vie par les fatalités de leur chair. Thérèse et Laurent sont des brutes humaines, rien de plus. »

De tempérament nerveux, mariée à un homme maladif, Thérèse ne peut satisfaire les désirs que lui dicte sa nature. La rencontre de Laurent, au tempérament sanguin, devait inévitablement la pousser à cette passion criminelle qui se termine en tragédie. Émile Zola, tel un naturaliste rendant compte d'une expérience de laboratoire, ne fait que noter avec précision les étapes de la métamorphose de Thérèse et Laurent au contact l'un de l'autre.
Dans ce roman, Émile Zola peint le Paris de l'époque et surtout la vie, les sentiments de Thérèse Raquin, sa passion, ses tourments. La description d'un dépôt mortuaire est un document traumatisant de naturalisme. Plus que tout, Thérèse Raquin se veut une analyse des effets de la confrontation entre des personnages de caractère différent. Émile Zola réussit avec brio à illustrer les effets du déterminisme appliqués à la psychologie, particulièrement en ce qui concerne Thérèse et Laurent.[réf. nécessaire]
L'œuvre d'Émile Zola, Thérèse Raquin, est expérimentale. Cette œuvre fait partie de ses premiers romans naturalistes. Ses personnages sont sujets à des expériences ; il les installe dans un environnement spécifique tel que le « passage du Pont-Neuf », milieu sombre, froid, petit, ayant une influence sur eux et les poussant à commettre certains actes. De cette manière, il développe sa théorie sur le déterminisme. Ce roman, inspiré de théories scientifiques, mêle également le réalisme, le fantastique et le tragique. Ce roman reste malgré tout très artistique et très travaillé littérairement. Il décrit certains lieux, tel un peintre impressionniste ; le « lieu du crime » en est un exemple. Il y a un peu de fantastique dans cette œuvre, comme les apparitions du spectre de Camille (qui restent des hallucinations). Malgré toutes ces résurgences fantastiques, Émile Zola garde ses réflexes de scientifique et en profite pour décrire le comportement de deux personnages qui sombrent dans la folie.[réf. nécessaire]

## La pièce de théâtre
Elle fut créée le 11 juillet 1873 au théâtre de la Renaissance et ne connut que neuf représentations. L'intrigue est celle du roman, les personnages sont identiques (seuls sont omis Olivier et le chat).
C'est la première pièce de théâtre de Zola, qui écrira ensuite Les Héritiers Rabourdin et Le Bouton de rose. La réception des trois pièces fut abominable, mais Zola écrivait : « On a bien fini par lire mes romans, on finira par écouter mes pièces. »

## Adaptations cinématographiques

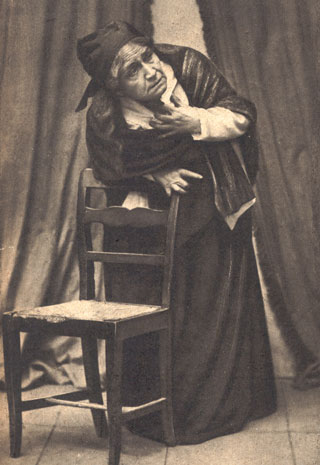
Giacinta Pezzana dans le rôle de Madame Raquin au théâtre des Florentins, 1879.

- Teresa Raquin (Thérèse Raquin), réalisé par Nino Martoglio, sorti en 1915.
- Thérèse Raquin, réalisé par Jacques Feyder, sorti en 1928.
- Laka yom ya zalem (en) (Ton jour viendra) réalisé par Salah Abou Seif en 1952. Adaptation égyptienne par Naguib Mahfouz avec Faten Hamama, Mahmoud El-Meligui et Mohsen Sarhane.
- Thérèse Raquin, réalisé par Marcel Carné, avec Simone Signoret (Thérèse), Raf Vallone (Laurent) et Jacques Duby (Camille), sorti en 1953.
- Thirst, ceci est mon sang, réalisé par le Coréen Park Chan-wook, est directement inspiré de Thérèse Raquin (les mêmes événements s'y produisent dans un contexte totalement différent). Prix du Jury au festival de Cannes 2009.
- En secret (In Secret ou Therese) adaptation américaine de Charlie Stratton avec Jessica Lange (Madame Raquin), Elizabeth Olsen (Thérèse), Oscar Isaac (Laurent) et Tom Felton (Camille), sortie en 2013[6].